# Vojenský zeměpisný ústav (budova)
Budova bývalého Vojenského zeměpisného ústavu (VZÚ) v Praze byla projektována českým architektem, malířem a scénografem Bedřichem Feuersteinem v průběhu let 1921 až 1923. Realizace stavby proběhla v letech 1923 až 1925. První zaměstnanci Vojenské zeměpisné služby, jimž byla budova primárně určena, se sem začali stěhovat v prosinci 1925 a definitivně budovu zabydlili a zprovoznili do pololetí roku 1926. Tehdejší adresa: Praha XIX - Bubeneč, Bučkova ulice čp. 620 doznala v průběhu let změny a v roce 2016 byla uváděna jako: Praha 6, Bubeneč, Rooseveltova čp. 620/23. Budova sloužila Vojenskému zeměpisnému ústavu až do konce pololetí roku 2003. Budova je chráněna jako kulturní památka.

## Historický úvod

### Do první světové války
Vídeňský Vojenský zeměpisný ústav byl na celém rakousko-uherském území odpovědný za správu geodetických základů a za vojenské mapování. Mezi jeho zaměstnanci pracovala řada důstojníků a techniků - Čechů a Slováků. Probíhající první světová válka odhalila potřebu aktuálních mapových podkladů ale i "on-line" provádění měřičských prací v sestavě bojujících vojsk.

### Počátky formování čs. topografie
Velení československého armádního sboru na Rusi zřídilo topografické oddělení sboru a litografické oddělení štábu. Topografické oddělení štábu "Čechovojsk" čítalo 60 příslušníků. Disponovali na tehdejší dobu i dobře vybavenou tiskárnou. V závěru první světové války měli k dispozici i fotografickou službu (průzkum, dokumentace, propaganda). Celé topografické oddělní bylo rozmístěno na železničních vagonech. Topografové zajišťovali měřičské práce pro dělostřelce, ženisty a opraváře železničních tratí.

### V nové republice
Měsíc po vyhlášení samostatné Československé republiky (27. listopadu 1918) vydalo Vrchní velení Československé branné moci rozkaz číslo 8 o zřízení své nové součásti: "oddělení pro vojenské záležitosti (kartografie)". Tento akt je považován za počátek vzniku Vojenské zeměpisné služby Československé branné moci. Termín Vojenská zeměpisná služba označoval až do roku 1950 souhrnně orgány a jednotky, které zabezpečovali geodetické, kartografické a zeměvědné podklady pro potřeby armády.

### Počátky Čs. vojenského zeměpisného ústavu
Dne 18. prosince 1918 bylo do nové struktury Ministerstva národní obrany (MNO) začleněno kartografické oddělení (Zeměpisný ústav). Vojenský zeměpisný ústav (VZÚ) se stal centrálním řídícím a výkonným orgánem vojenské zeměpisné služby. Skutečně samostatný Vojenský zeměpisný ústav vznikl o rok později, rozhodnutím MNO z 15. října 1919 jako "Československý vojenský zeměpisný ústav" přímo podřízený Hlavnímu (generálnímu) štábu.

### Zrod objektu pro VZÚ
Pracoviště vojenské zeměpisné služby byla provizorně dislokována v různých civilních objektech v Praze a fungovala tak v nevhodných a mnohdy stísněných podmínkách. Zpočátku se úvahy orientovaly směrem k nalezení vhodné budovy a její adaptaci pro daný účel. Odborná komise ustavená MNO toto řešení nedoporučila a přiklonila se k variantě výstavby nové budovy, která by odpovídala potřebám ústavu a jeho budoucí perspektivě. Koncem roku 1918 proto bylo rozhodnuto zabývat se projektem výstavby nové budovy pro Vojenský zeměpisný ústav. Definitivní návrh na výstavbu samostatného objektu pro budovu MNO a nový objekt pro Vojenský zeměpisný ústav jako "středisko pro pěstování zeměpisných věd z hlediska vojenského i jako státní kartografické středisko" v Praze byl položen na stůl 15. března 1919. MNO ve svém příspěvku k regulačnímu plánu Velké Prahy tehdy uvedlo projektované vojenské budovy v pořadí: 1 – MNO, 2 – VZÚ.
Realizace tohoto schváleného plánu postupovala na svoji dobu velmi rychle:
- v roce 1920 vznikly tři ideové náčrty;
- dne 3. března 1921 meziresortní komise definitivně rozhodla o výstavbě nové budovy pro Vojenský zeměpisný ústav a jejím zahájení;[3]
- v květnu 1921 byl ukončen výběr pozemku. (V rozvojovém území katastru Bubenče se pro novou budovu VZÚ našlo vhodné místo na konci Bučkovy ulice, která vedla od historického centra Bubenče směrem k nově se vytvářejícímu regulovanému území nových Dejvic.)[4][5]
- v březnu 1922 byl předložen náčrt a
- v červenci 1922 schválilo MNO úvodní projekt budovy.

### Realizace objektu pro VZÚ

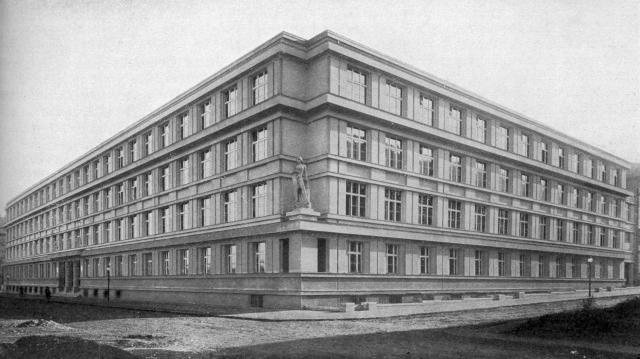
Budova těsně po dostavění v roce 1925

V roce 1923 byl "Československý vojenský zeměpisný ústav" přejmenován na "Vojenský zeměpisný ústav" a v červnu téhož roku (1923) byl dokončen úvodní projekt novostavby a přijat detailní, realizační projekt budovy pro tuto instituci.
Novou parcelaci území schválil Magistrát hlavního města Prahy v září 1923 s tím, že nová budova VZÚ na vymezené parcele bude mít maximálně tři patra s přízemní budovou ve dvoře. Další podmínkou bylo, že hlavní průčelí budovy ustoupí o půl metru, přičemž „vzniklá plocha bude postoupena do veřejného statku zdarma bez jakýchkoli výloh pro obec“.
Realizační projektové práce na nové budově pro Vojenský zeměpisný ústav byly svěřeny týmu architekta Bedřicha Feuersteina. (B. Feuerstein byl tehdy zaměstnanec Památníku odboje.)  V listopadu 1923 byly zahájeny vlastní stavební práce. Ty pokračovaly až do prosince roku 1925. Realizace stavby si vyžádala náklady ve výši 12 milionů Kč. Stavba budovy VZÚ byla autorsky dozorována architektem Josefem Havlíčkem. Hotová budova se nacházela na tehdejší adrese Bučkova ulice 620, Praha XIX - Bubeneč. Vojenské stavební ředitelství předalo novou budovu Vojenského zeměpisného ústavu do užívání Vojenské zeměpisné službě oficiálně v lednu 1926. Ke kolaudaci budovy VZÚ došlo ale poněkud opožděně až v únoru roku 1928.

### Stěhování do objektu VZÚ
Již v prosinci roku 1925 bylo zahájeno stěhování prvních zaměstnanců do nové lokality, které skončilo se závěrem března roku následujícího (1926). Všechny složky ústavu z odloučených pracovišť byly v prvním čtvrtletí roku 1926 přestěhovány a soustředěny do nové budovy. Dne 2. dubna 1926 navštívil nová pracoviště Vojenského zeměpisného ústavu i tehdejší prezident T. G. Masaryk. Oficiálně byla budova uvedena do plného provozu s koncem prvního pololetí roku 1926.

## Popis budovy

### Funkční hodnocení
Budova byla technicky i funkčně velmi zdařilá a odpovídala tehdejším nárokům na pracovní prostředí pro kartografy a geografy. Oficiální tisk označoval budovu za jednu z nejlepších úředních budov té doby. Feuersteinův přítel český funkcionalistický architekt a člen Devětsilu) Josef Havlíček budovu popisoval jako „jasnou, prostou, přehledného provozu a ušlechtilých poměrů“.
Pamětníci popisovali budovu krátce po zabydlení v roce 1926 takto:
- "Budova se mně jevila vznešená. Honosné a čisté prostory s velkým okny, všude plno světla, ve kterém zářila mosazná zábradlí na schodištích, jako by byla ze zlata ...".[7]
- "Byla to bílá budova se zlatou střechou z měděného plechu, která stála v prostředí rozsáhlého staveniště starého Bubenče. Lípy zasazené jako proutky s oškrabanými kůly jsou dnes velké, vzrostlé stromy a budova sama má již patinu pražských paláců ...".[7]

### Architektonický popis
Z hlediska architektonického byla postavena v klasicistickém stylu českého purizmu. Jedná se o klidným dojmem působící objekt v neoklasicistním blokovém tvaru, který byl inspirován francouzskými vlivy revoluční architektury a to především dílem Augusta Perreta, v jehož ateliéru Bedřich Feuerstein ve 20. letech dvacátého století působil. Budova je tvořena hlavním průčelím (podpořeným ve všech patrech průběžnými římsami) s navazujícími bočními křídly spojenými s objektem tiskárny ve dvoře.
Kontrastní šedo-okrová fasáda budovy je propsána hlubokými stíny, které měly symbolizovat závažnost státní instituce. Přísně osová architektura je členěna ostěními, sloupy, polosloupy, zapuštěnými a vystupujícími segmenty. Půdorys budovy je stroze oficiální, logický, služebný. Hlavní chodba obíhá vnitřní atrium. Jen tu a tam se v budově nachází vyšlechtěné detaily, např. torzo luxferové stěny.

### Věcný popis
Hlavní budova měla čtyři podlaží nadzemní a jedno podlaží podzemní. Součástí podzemního podlaží byla i sklepní místnost v pravém rohu budovy. situovaná asi 4 metry pod úrovní ulice. Uvnitř místnosti se nacházely tři betonové pylony, jejichž základy stály na rostlé skále. Místnost byla určena pro gravimetrická měření jako součást geofyzikální laboratoře.
Čelní trakt budovy (do Rooseveltovy ulice) měl délku 106,4 metrů, boční trakty (do ulice "Charlese de Gaulla" a do ulice "U Zeměpisného ústavu") byly dlouhé každý po 61,5 metrech. Celková zastavěná plocha budovy činila 3.334 čtverečních metrů.

### Sochařská výzdoba
Umělecký dojem z budovy byl podpořen faktem, že se na obou nárožích hlavního průčelí nacházely alegorické sochy dívek - kamenné skulptury Vltavy a Dunaje. Na křižovatce ulic Rooseveltova x Charlese de Gaulla byla umístěna neoklasicistní personifikace Dunaje, zatímco na křižovatce ulic Rooseveltova x U Zeměpisného ústavu byla umístěna neoklasicistní personifikace Vltavy. Původně architekt Bedřich Feuerstein zamýšlel použít plastiky svého přítele českého sochaře Otakara Švece, ale ty se pro svoji hubenost důstojníkům nelíbily. Navzdory architektovým protestům si nakonec výzdobu objednali u českého akademického sochaře Břetislava Bendy.

### Tiskárna

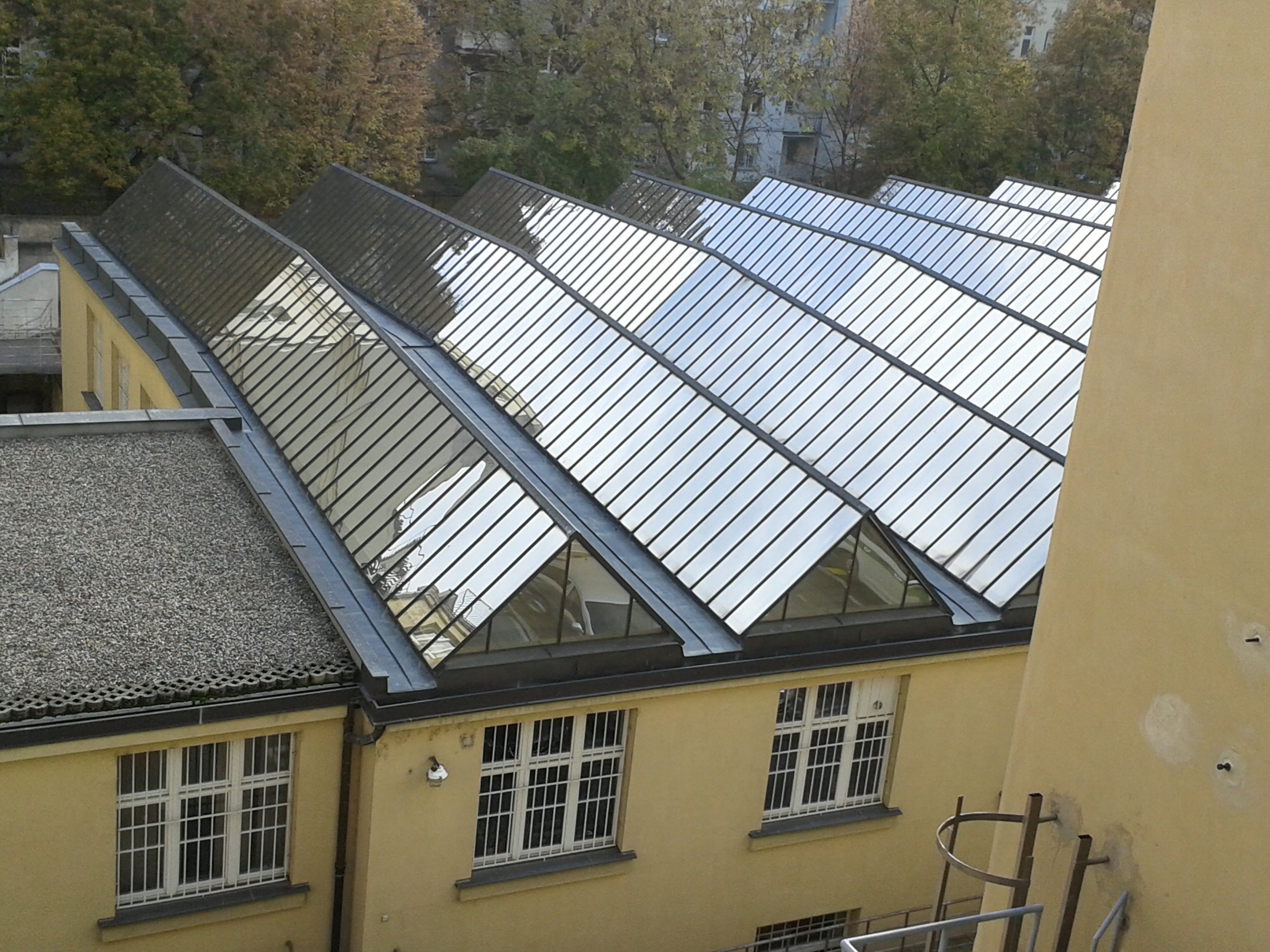
Pohled na střechu tiskárny ve dvoře ze 4. patra budovy VZÚ (říjen 2016)

Ve dvoře budovy byl umístěn obří objekt tiskárny o rozměrech 50 metrů x 26 metrů a zabírající plochu 1.317 metrů čtverečních. Bedřich Feuerstein byl ostatními kolegy architekty v případě realizace budovy VZÚ oceňován především za skleněnou shedovou (pilovou) střechu  této tiskárny.
Právě ony skleněné (shedové) světlíky ve střeše objektu tiskárny se v průběhu let ukázaly jako nepříliš praktické řešení. Vyžadovaly totiž pravidelnou údržbu, neboť je bylo nutno pravidelně umývat, vyměňovat prasklá skla a v zimě z jejich ploch odstraňovat sníh. Ani situace v letních měsících nebyla příznivá. Tiskárna nebyla ani klimatizovaná ani nedisponovala vzduchotechnikou, takže díky skleníkovému efektu shedových světlíků se prostory pod nimi zahřívaly až na teplotu 38 °C, což již prakticky neumožňovalo tisknout. Přikrývání světlíků ani jejich chlazení vodou nepomáhalo, takže později došlo k jejich zastínění položením izolace.

## Další osudy budovy
Od roku 1925 až do začátku padesátých let dvacátého století nedošlo v objektu k žádným významným stavebním úpravám. Obrat nastal teprve v roce 1953, kdy byla část odborných pracovišť Vojenského zeměpisného ústavu přemístěna do nově vzniklého Vojenského topografického ústavu v Dobrušce a do zde uvolněných kanceláří se nastěhovaly různé složky Ministerstva obrany a Generálního štábu.
V padesátých letech dvacátého století bylo do budovy Vojenského zeměpisného ústavu přemístěno ředitelství Vojenského projektového ústavu a sídlilo zde i několik jeho architektonických ateliérů. Jak se tento Vojenský projektový ústav postupně rozrůstal, došlo v padesátých letech dvacátého století k vybudování a stavebním úpravám dalších kancelářských prostor v podkroví objektu. Dlužno říci, že jejich kvalita nebyla dobrá. Malé místnosti byly špatně tepelně izolovány, takže v létě v nich panovalo nesnesitelné horko a v zimě chladno, protože stávající kotelna VZÚ (využívající uhlí a později topné oleje) nestačila vyhřát jak tiskárnu ve dvoře, tak i tyto podkrovní místnosti.
V polovině šedesátých let dvacátého století byl do dvora postaven menší přístavek pro provoz mikrografie.
Generální přestavba objektu tiskárny byla realizována v letech 2000 až 2002. Celkové náklady na přestavbu byly vyšší než 62 milionů Kč. Rozsáhlé stavební úpravy prováděly Vojenské stavby ale pro nedostatek finančních prostředků došlo k vybavení tiskárny jen jednoduchou vzduchoventilací. Problémy s přehříváním prostor tiskárny vlivem skleněných světlíků jsou v současné době (2016) řešeny jejich zastíněním pomocí textilií a vnitřní klima pak částečně kompenzují klimatické jednotky.
Z dalších menších přestaveb objektu stojí za zmínku oprava střechy, na jejíž části byl nahrazen plech mosazný plechem pozinkovaným a dále pak přestavby nevyhovujících sociálních zařízení (WC).

## Přelomový rok 2003
Činnost Vojenského zeměpisného ústavu v Praze byla ukončena 30. června 2003. V historické budově VZÚ byly ponechány jen dvě složky Vojenského geografického a hydrometeorologického úřadu Dobruška:
- Oddělení přímé geografické podpory a
- tiskárna.

Dalšími složkami sídlícími nyní (2016) v historické budově VZÚ se staly:
- Ředitelství Vojenské policie (VP) (rozlohou největší složka; velitel VP je současně i velitelem celého objektu),[6]
- knihovna Vojenského historického ústavu,
- část Odboru komunikace a propagace ministerstva obrany a
- Vojenský finanční úřad 601 (rozlohou malá složka).

## Galerie

Bývalá budova VZÚ v Bubenči
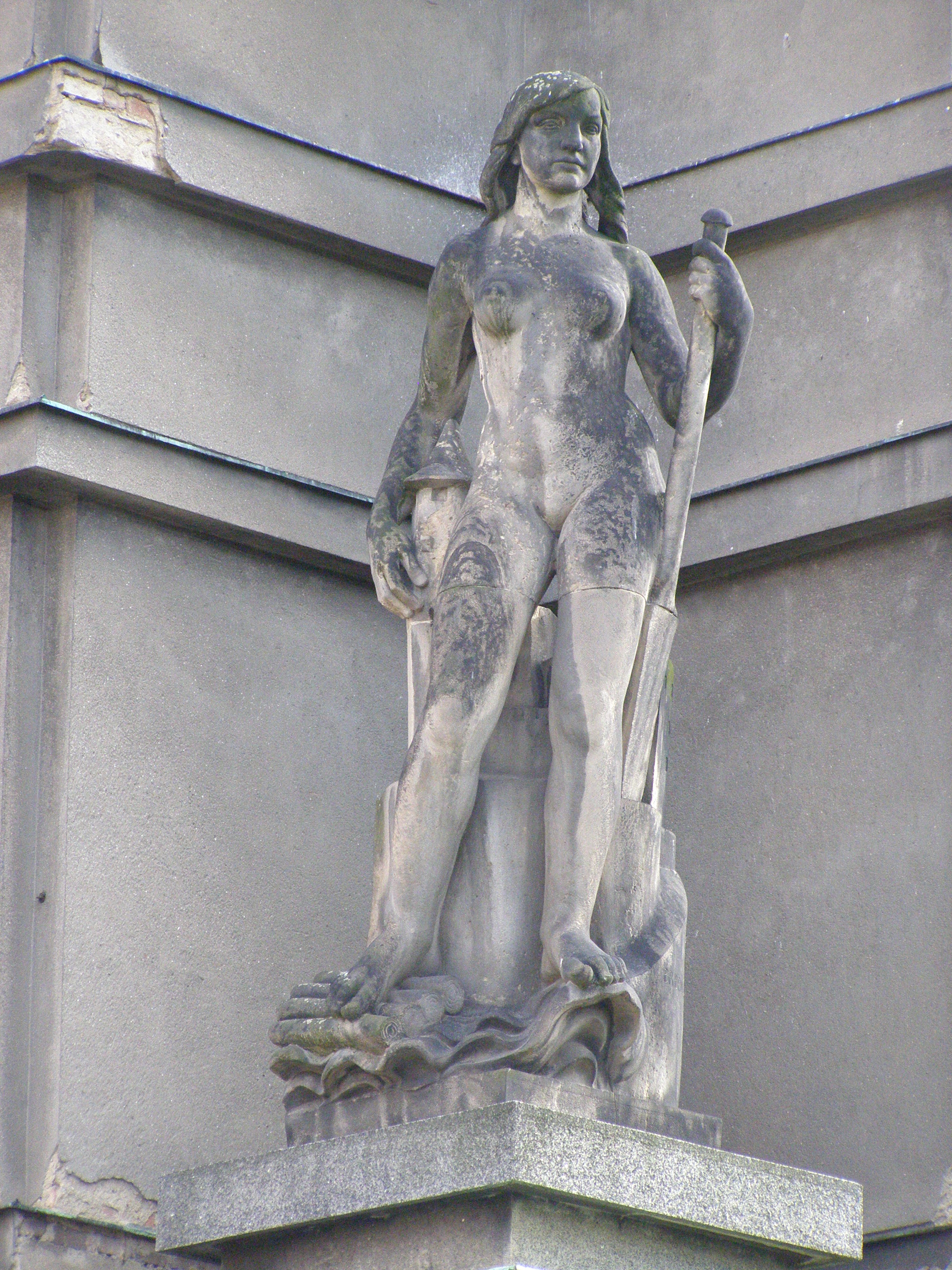
Alegorická socha Vltavy (Rooseveltova x U Zeměpisného ústavu)
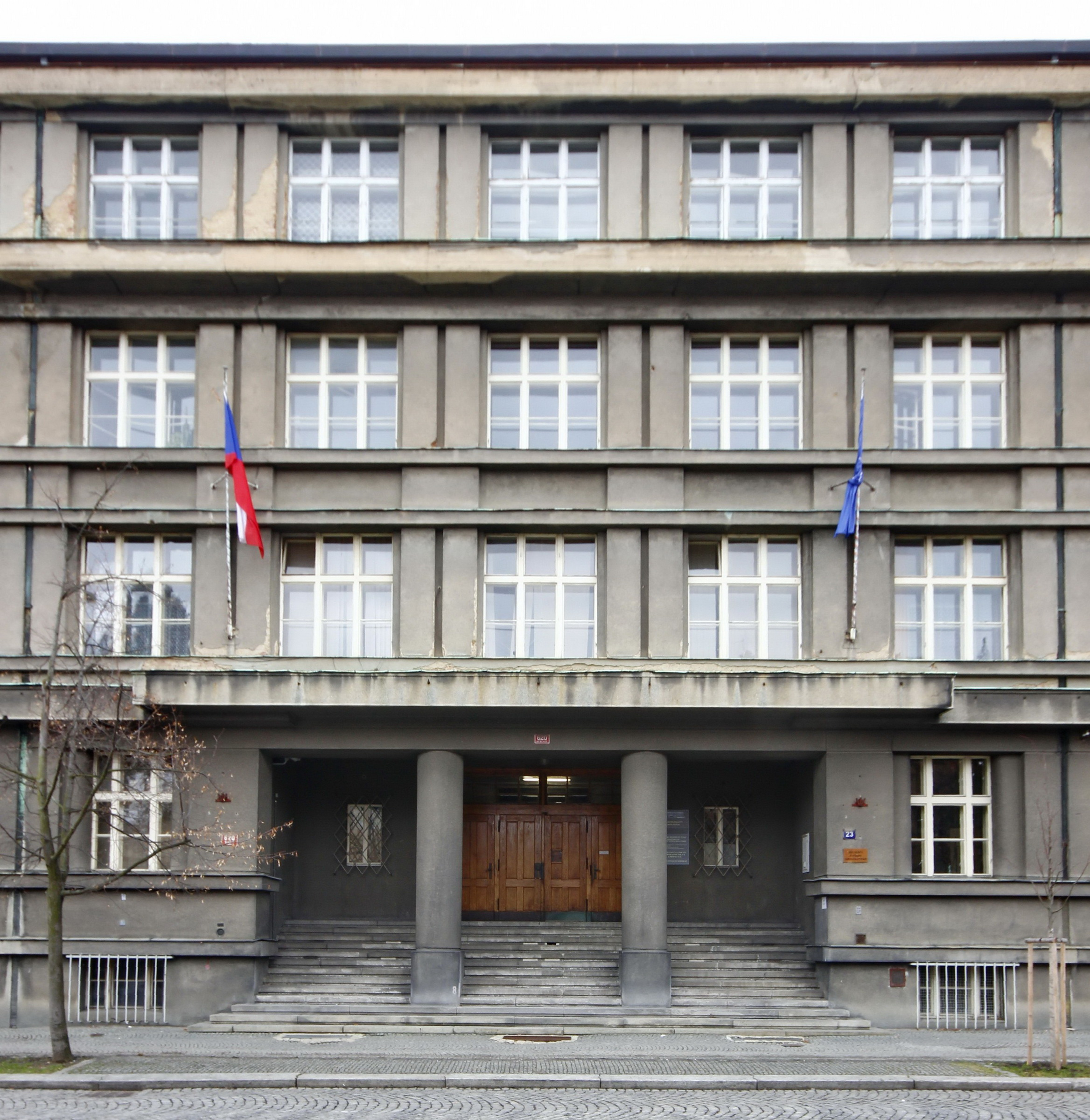
Hlavní vchod z Rooseveltovy ulice
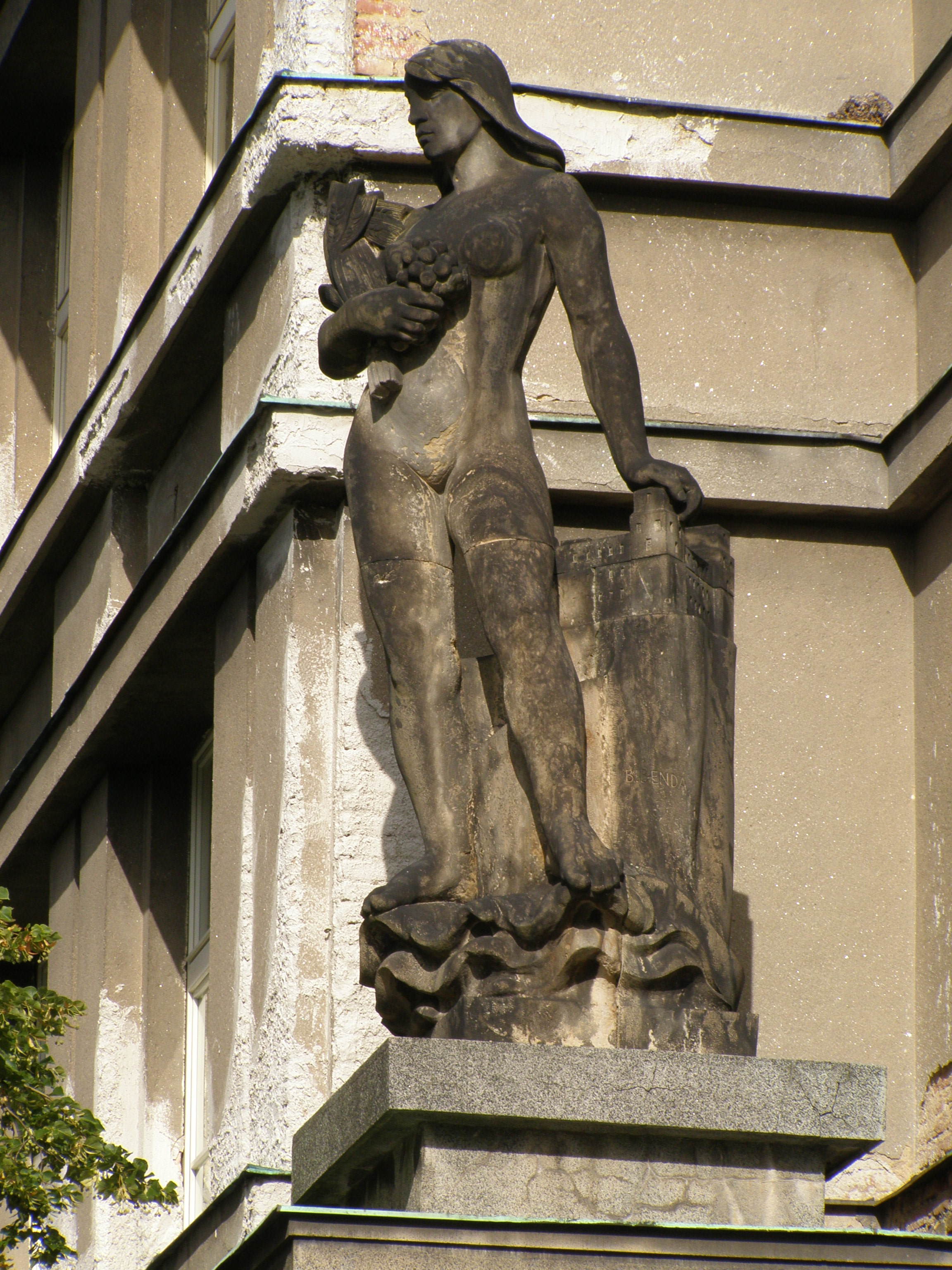
Alegorická socha Dunaje (Rooseveltova x Charlese de Gaulla)

## Pamětní desky a informační cedule
- Připomínkou existence Vojenského zeměpisného ústavu v této budově je kamenná pamětní deska, umístěná na první podestě hlavního schodiště. O její instalaci se zasloužili zejména náčelník ústavu v zastoupení pplk. Tomáš Koval a zástupce náčelníka pplk. Eduard Vařejka.[7]
- Na vnějším plášti budovy (pod názvem ulice "U Zeměpisného ústavu") byla dne 2. července 2013 slavnostně odhalena modrá smaltovaná tabule s informací o objektu VZÚ. O její instalaci se zasloužilo Sdružení přátel vojenské zeměpisné služby s podporou podplukovníka ve výslužbě Jiřího Grůfy (bývalého příslušníka ústavu) a Mgr. Veroniky Vymětalové (radní Městského úřadu Prahy 6).[7] [p 3]
- Pamětní deska Obětem okupace se nachází na schodišti v mezipatří budovy. Od dubna 1939 do konce roku 1939 se původní personál ústavu (spolu s plukovníkem Josefem Churavým) pokoušel ukrýt mapy, přístroje a další cenný materiál mimo budovu, ale akce byla prozrazena a Josef Churavý se musel uchýlit do ilegality. Neveřejná pamětní deska uvádí jména příslušníků Vojenské zeměpisné služby Československé armády, kteří položili své životy v boji za osvobození republiky a obnovení samostatného Československa.[13][14]

Pamětní desky a cedule v budově a na budově bývalého VZÚ v Bubenči
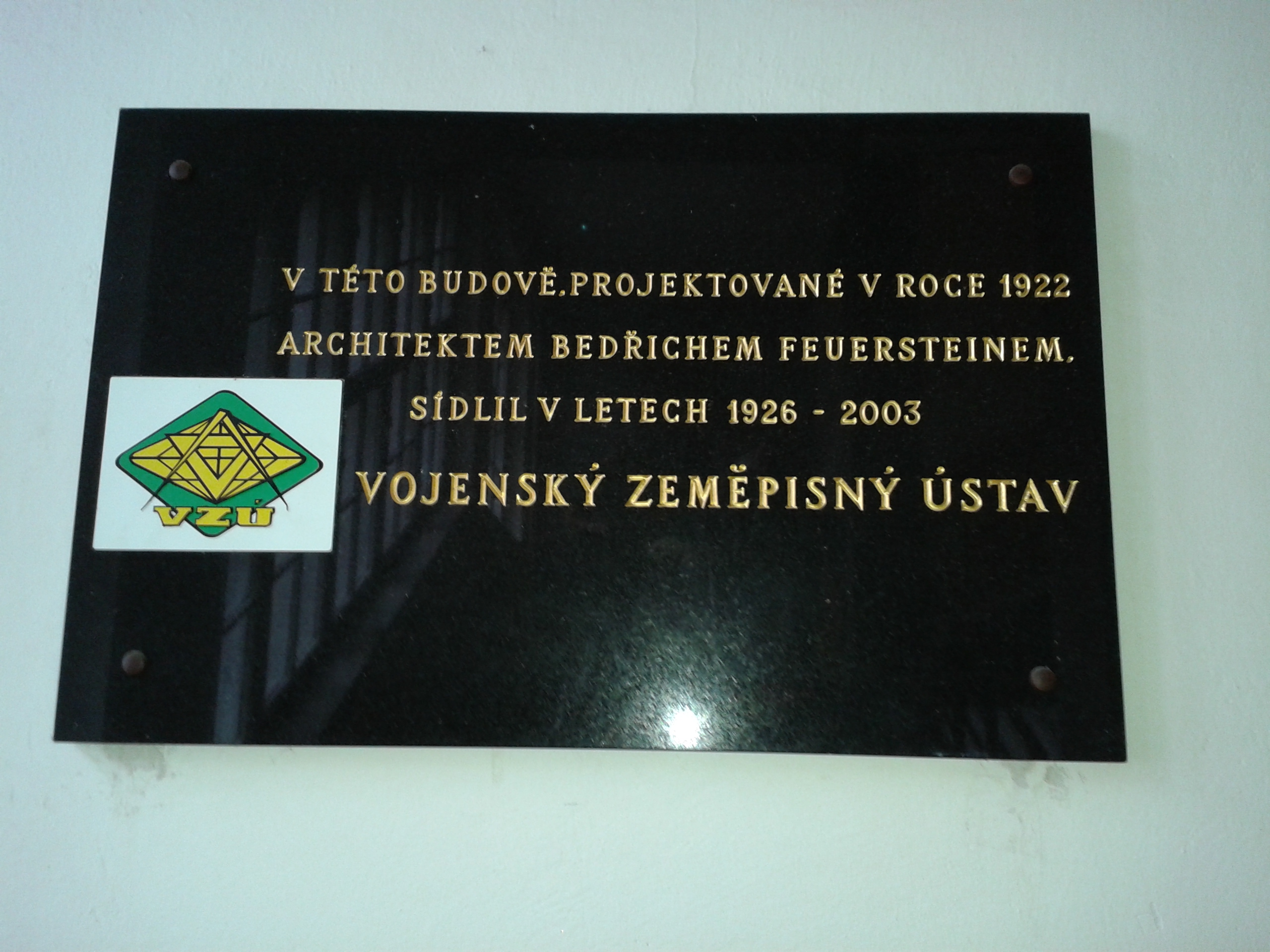
Pamětní deska v budově připomíná B. Feuersteina
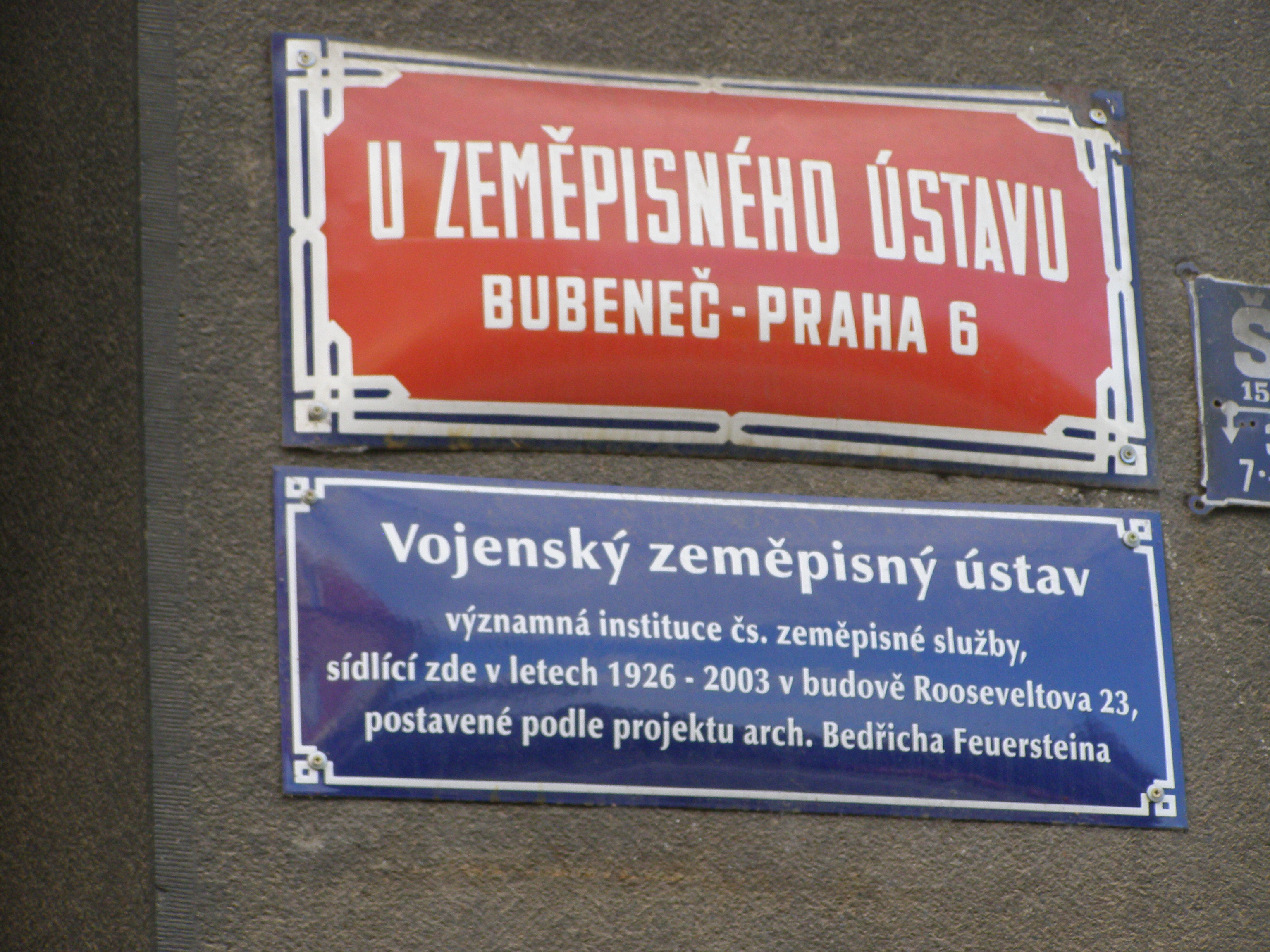
Informační cedule na boku budovy připomíná B. Feuersteina
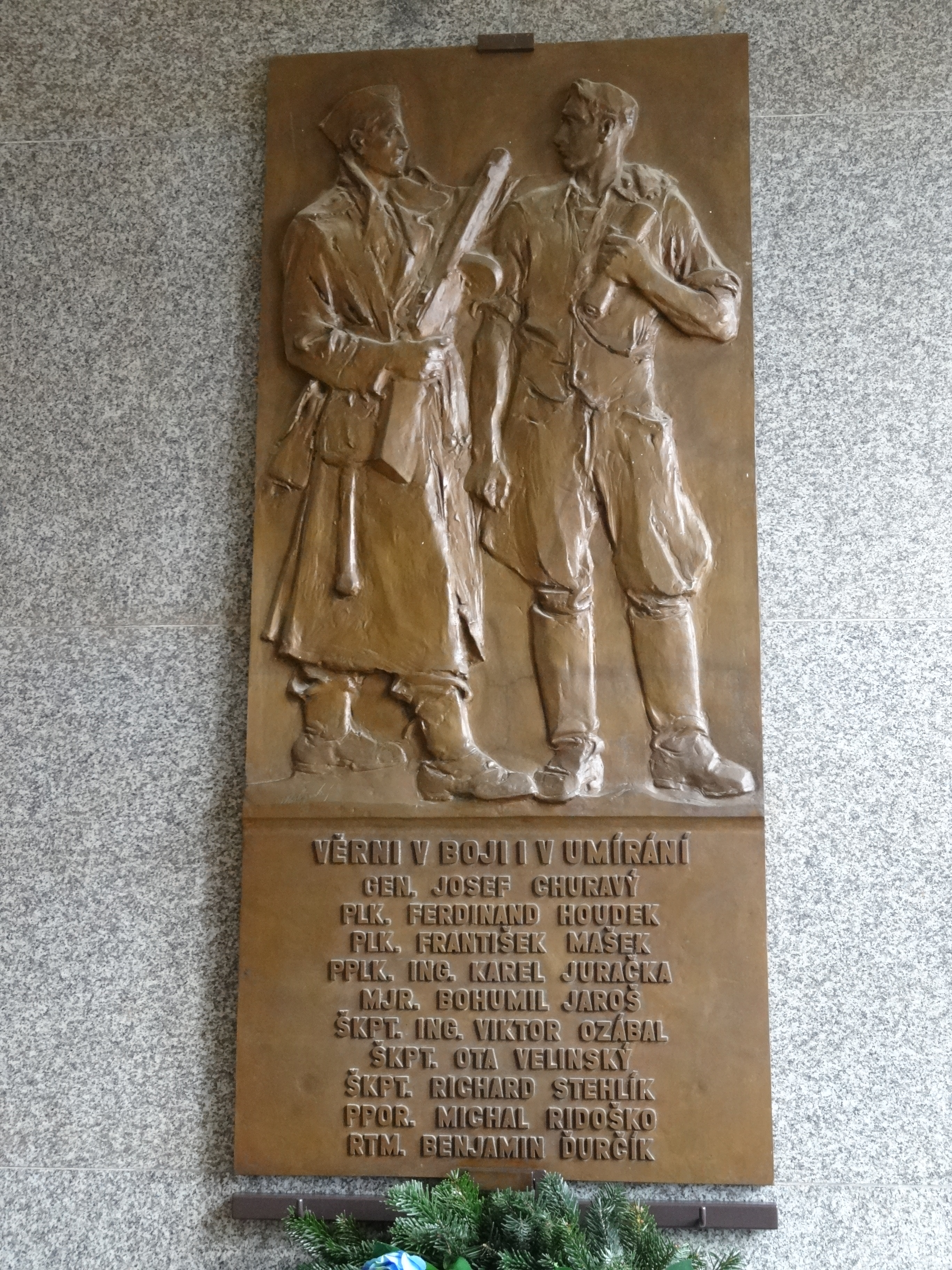
Pamětní deska obětem německé okupace v budově